# Первомайський (Агаповський район)
Первомайський (рос. Первомайский) — селище у Агаповському районі Челябінської області Російської Федерації.
Входить до складу муніципального утворення Первомайське сільське поселення. Населення становить 1330 осіб (2010).

## Історія
Від 18 січня 1935 року належить до Агаповського району Челябінської області, утвореного спочатку у складі Магнітного округу.
Згідно із законом від 26 серпня 2004 року органом місцевого самоврядування є Первомайське сільське поселення.

## Населення
| 2002 | 2010  |
| ---- | ----- |
| 1384 | ↘1330 |